# Anarchias leucurus
Anarchias leucurus és una espècie de peix de la família dels murènids i de l'ordre dels anguil·liformes.

## Morfologia
Els mascles poden assolir els 11,5 cm de longitud total.

## Distribució geogràfica
Es troba a la Gran Barrera de Corall, les Hawaii, les Illes Marqueses i Guam.